# مقياس المغناطيسية في المركبات الفضائية

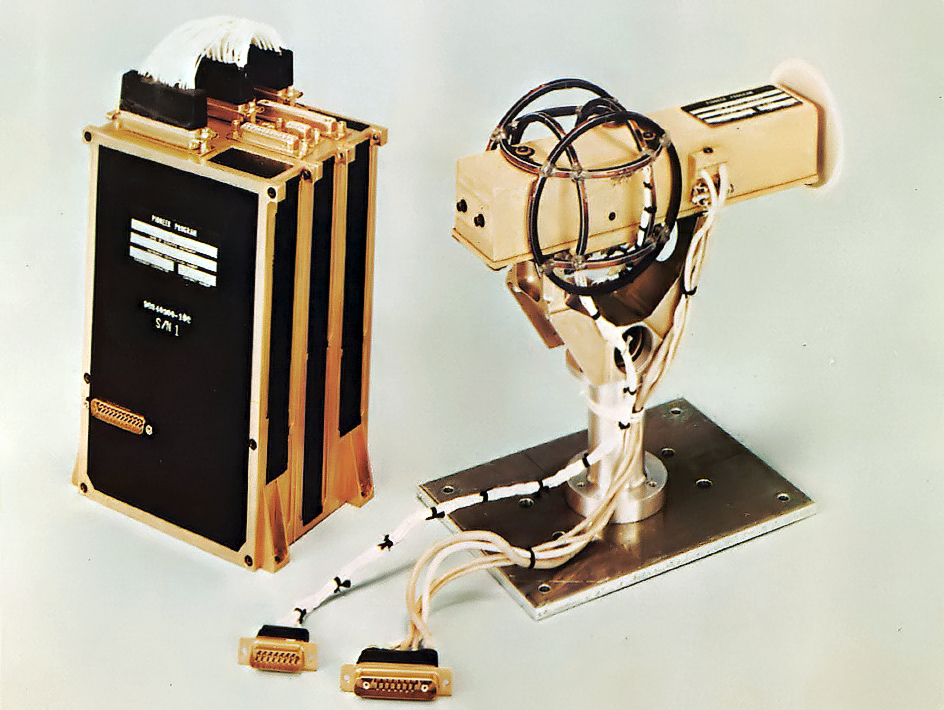

مقاييس المغناطيسية في المركبات الفضائية هي مقاييس مغناطيسية استُخدمت على متن المركبات الفضائية والأقمار الصناعية، وعلى الأغلب في البحث العلمي، بالإضافة إلى استشعار الوضعية. تشكّل مقاييس المغناطيسية واحدة من أكثر الأدوات العلمية المستخدمة على نطاق واسع في الأقمار الاصطناعية الاستكشافية والرصدية. كانت هذه الأدوات مفيدة في رسم خريطة لأحزمة فان فالن الإشعاعية حول الأرض بعد أن اكتشفتها المركبة الفضائية إكسبلورر 1، وقامت بتحديد المجالات المغناطيسية بشكل مفصل لكل من الأرض، والقمر، والشمس، والمريخ، والزهرة، والكواكب والأقمار الأخرى. يوجد مهمات جارية تستخدم المقاييس المغناطيسية، وتتضمن محاولة لتحديد شكل نواة زحل ونشاطها.
حُمل مقياس المغناطيسية الأول على متن المركبة الفضائية سبوتنك3 في عام 1958، ويُعد كل من القمرين الاصطناعيين أورستد وماغسات هما من أجريا الأرصاد المغناطيسية الأكثر تفصيلًا بالنسبة للأرض. أُخذت المقاييس المغناطيسية إلى القمر خلال مهمات أبولو اللاحقة. استُخدمت العديد من الأدوات لقياس قوة خطوط المجال المغناطيسي واتجاهها حول الأرض والنظام الشمسي.
تُصنّف مقاييس المغناطيسية بشكل أساسي في ثلاث فئات: مقياس مغناطيسية ذات بوابة تدفق، ومقياس مغناطيسية ذات ملف استكشاف، ومقياس مغناطيسية الغاز المؤيَّن. إنّ أكثر مجمعات مقاييس المغناطيسية الموجودة على المركبة الفضائية دقة هي التي تتكون من أداتين منفصلتين، بالإضافة إلى مقياس مغناطيسية غاز الهليوم المؤيَّن الذي يستخدم لمعايرة الأداة ذات بوابة التدفق من أجل الحصول على قراءات أكثر دقة. تتضمن الكثير من مقاييس المغناطيسية الأخرى ملفات حلقية صغيرة موجهة بزاوية 90 درجة في كل بعدين بالنسبة لبعضهما من أجل تشكيل إطار ثلاثي المحاور للإشارة إلى اتجاه المجال المغناطيسي.

## أنواع مقياس المغناطيسية
تطورت مقاييس المغناطيسية للاستخدامات غير الفضائية من القرن التاسع عشر إلى منتصف القرن العشرين، واستُخدمت أوّل مرة في رحلة الفضاء للمركبة سبوتنك3 في عام 1958. الشرط الرئيسي في مقاييس المغناطيسية في الفضاء هو توفر الطاقة والكتلة. تُصنف مقاييس المغناطيسية في ثلاث فئات رئيسية: مقياس مغناطيسية ذات بوابة تدفق، ومقياس مغناطيسية ذات ملف استكشاف، ومقياس مغناطيسية البخار المؤَّين. النوع الأحدث هو نوع أوفرهاوسر الذي يعتمد على تقنية الرنين المغناطيسي النووي.

### مقاييس المغناطيسية ذات بوابة تدفق
تُستخدم المقاييس المغناطيسية ذات بوابة تدفق بسبب بساطتها الإلكترونية ووزنها الخفيف. كان هنالك عدة أنواع من هذه المقاييس استُخدمت في المركبات الفضائية، وهي تختلف في جانبين. يمكن الحصول على قراءات أفصل بشكل رئيسي عن طريق استخدام ثلاثة مقاييس مغناطيسية، يشير كل منها إلى اتجاه مختلف. بدلًا من ذلك، حققت بعض المركبات الفضائية هذا عن طريق تدوير المركبة الفضائية وأخذ القراءات على فواصل كل منها 120 درجة، ولكن يسبب هذا مشاكل أخرى. يكمن الاختلاف الآخر في البنية، وهي بسيطة ودائرية.
جُهّزت كل من المهمات الفضائية التالية بهذا النوع من مقاييس المغناطيسية، وهي بايونير 0 أو ابل1، وبايونير1 أو ابل2، وواي إي 1.1، وواي إي 1.2، وواي إي 1.3، وقد فشلت كل هذه المهمات عام 1958 بسبب مشاكل في الإطلاق. لكن المهمة بايونير 1 قامت بجمع بيانات حول أحزمة فان آلن. حملت المهمة السوفييتية لونا1 أو واي إي 1.4 مقياس مغناطيسية مؤلف من ثلاثة مكونات، وقد مرت المركبة بالقمر على مسافة 6400 ميل (10300 كيلومتر) منه وهي في طريقها إلى مدار حول الشمس، لكن لم تتمكن من تحديد المجال المغناطيسي بدقة. في النهاية، حطت مركبة الاتحاد السوفييتي «لونا2» على سطح القمر، والتي حملت مقياس مغناطيسية مؤلف من ثلاث مكونات، ووجدت أنّ المجال المغناطيسي بالقرب من سطح القمر لا يُذكر. قام القمر الاصطناعي إكسبلورر10 بمهمة مختصرة مدتها 52 ساعة وعلى متنه اثنان من مقاييس المغناطيسية ذات بوابة تدفق. وُصفت المهام بين عامي 1958 و1959 التي تحمل مقاييس مغناطيسية بالفاشلة في أغلب الحالات: فُقدت اثنين من الأدوات في مهمة ابل آي في بي وحدها. في بدايات عام 1966، نجح الاتحاد السوفييتي أخيرًا في وضع لونا10 التي حملت معها مقياس للمغناطيسية في مدار حول القمر، واستطاعت تأكيد طبيعة المجال المغناطيسي الضعيف للقمر. حملت كل من المهمات فينيرا 4 و5 و6 مقاييس للمغناطيسية في رحلاتها إلى الزهرة، على الرغم من عدم وضع المقاييس على مركبات الهبوط.

#### مستشعرات اتجاهية
صُنعت غالبية مقاييس المغناطيسية ذات بوابة تدفق الأولى للمركبات الفضائية بمثابة مستشعرات متجهية. لكن خَلَقَت إلكترونيات مقاييس المغناطيسية توافقيات تعارضت مع القراءات. تحتوي المستشعرات المُصممة بصورة جيدة إلكترونيات ارتجاعية بالنسبة للكاشف الذي يُعادل التوافقيات بشكل فعال. حملت كل من المركبتين الفضائيتين مارينر1، ومارينر 2 أجهزة ذات بوابة تدفق بمستشعر متجهي. نجحت فقط مارينر2 في عملية الإطلاق، وعند اجتيازها للزهرة في 14 ديسمبر عام 1962، فشلت في تحديد المجال المغناطيسي المحيط بالكوكب. يعود جزء من الفشل إلى مسافة المركبة من الكوكب، والضجيج في مقياس المغناطيسية، والمجال المغناطيسي الضعيف جدًا للزهرة. أُطلقت المهمة بايونير6 في عام 1965، وتعتبر هذه المهمة واحدة من بين أربع أقمار اصطناعية من سلسلة بايونير تدور حول الشمس، وتبث المعلومات حول الرياح الشمسية إلى الأرض. جُهّزت هذه المركبة بمقياس مغناطيسية ذات بوابة تدفق بمستشعر متجهي.

#### نواة حلقية وكروية
بدأت مقاييس المغناطيسية ذات بوابة التدفق ذات مستشعر النواة الحلقية تحل مكان مقاييس المغناطيسية ذات المستشعر المتجهي في مهمة أبولو16 في عام 1972، حيث حط على القمر مقياس مغناطيسية ذي ثلاثة محاور. استُخدمت هذه المستشعرات في عدد من الأقمار الاصطناعية مثل: ماغسات، وفوياجر، ويوليوس، وجيوتو، وإيه إم بّي تي إي. يستخدم المسبار لونار بروسبكتر ملف حلقي مصنوع من هذه السبائك الممتدة بعيدًا عن بعضها وعن المركبة الفضائية من أجل البحث عن المغناطيسية المتبقية في الأقمار ذات السطح غير المغناطيسي.
تستطيع مقاييس المغناطيسية المبنية بشكل صحيح قياس اختلافات المجال المغناطيسي حتى 1 نانو تسلا. كانت هذه الأجهزة ذات النوى التي يبلغ حجمها نحو 1 سنتيمتر أقل وزنًا من المستشعرات المتجهية. لكن صُنعت هذه الأجهزة من أجل إنتاجية غير خطية مع مجالات مغناطيسية أكبر من 5000 نانو تسلا. اكتُشف في وقت لاحق أنّ إنشاء بنية كروية مع مستعرض سلكي ذي حلقات تغذية للحلقة في المجال يمكن أن يلغي هذا التأثير. سُمِّيت هذه المقاييس المغناطيسية اللاحقة بالمقاييس المغناطيسية ذات بوابة التدفق الكروية أو بالمقاييس المغناطيسية ذات النواة الكروية المدمجة، وقد استُخدمت في القمر الاصطناعي أورستد. تحسنت أيضًا السبائك المعدنية التي تشكل نواة هذه المقاييس المغناطيسية منذ مهمة أبولو 16 والمزودة بأحدث سبائك برمالوي الموليبدنوم المُطوَّرة المُستخدَمة، مما يؤدي إلى إنتاج ضجيج أقل مع إنتاجية أكثر استقرارًا.

### مقياس مغناطيسية ذات ملف استكشاف
تُسمى مقاييس المغناطيسية ذات ملف استكشاف أيضًا بمقاييس المغناطيسية الحثيّة، وهي عبارة عن ملفات ملفوفة حول نواة ذات نفاذية مغناطيسية عالية. تُركِّز ملفات البحث خطوط المجال المغناطيسي داخل النواة إلى جانب التقلبات. تتمثل فائدة هذه المقاييس المغناطيسية بقياسها للمجال المغناطيسي المتناوب، وبذلك من الممكن تحليل التغيرات في المجالات المغناطيسية بسرعة، عدة مرات في الثانية. وحسب قانون لينز، تتناسب الفولتية مع مشتق وقت التدفق المغناطيسي. تُضخَّم الفولتية من خلال النفاذية الظاهرية للنواة. تُعرّف النفاذية الظاهرية بالمعادلة: «معادلة».